# 달팽이
달팽이는 복족류 연체동물 가운데 와선형의 패각을 가지고 육상,수중에서 서식하는 동물을 가리키는 말이다. ‘달팽이’는 달팽이과에 딸린 명주달팽이(Fruticiola sieboldtiana)만을 가리키는 말로도 쓰인다. 
명주달팽이의 국명은 달팽이라고 한다.
패각이 없는 육상 복족류는 보통 민달팽이라 한다. 한자어로는 보통 와우(蝸牛)라 쓰였고 이유(螔蝓)·여우(蠡牛)·부라(蚹蠃)·산와(山蝸)·토우아(土牛兒)라고도 하였다. 우리말로는 달팡이 등으로 말 하였고, 방언에는 골배이·달파니·달패이·할미고듸이 등이 있다.
달팽이의 뇌세포가 2개라는 속설이 있으나, 이는 사실이 아니다. 달팽이는 여러 가지 뇌세포 중 2개의 뇌세포만으로 복잡한 결정을 내릴 수 있다는 내용의 논문을 중앙일보의 기사에서 달팽이의 뇌세포는 2개밖에 없다라고 잘못 오역해 해당 속설이 퍼졌다. 달팽이의 뇌세포는 최소 수천개 이상이다.

## 종류
우리나라 토종달팽이의 종류는 내장산띠달팽이, 달팽이아재비, 명주달팽이, 동양달팽이, 거제외줄달팽이, 뾰족쨈물우렁이, 산민달팽이, 작은뾰족달팽이, 실주름달팽이, 호박달팽이, 충무띠달팽이, 북한산달팽이, 제주밤달팽이,남방밤달팽이, 제주배꼽털달팽이, 두줄민달팽이, 부산입술대고둥, 밑자루밤달팽이, 가시대고둥 등이 있으며, 외래종은 아프리카왕달팽이(학명: Achatina fulica)(모프는 흑와,금와,백와,흑금와,흑백와가 있음.) 등이 있으며 애완달팽이으로써는 가장 많이 키워지고 있다.

## 특징
달팽이는 느리게 이동하는 동물이다. 배 부분 전체가 발 역할을 한다.배발이라고 부르며 건조한 곳에서는 매끄럽게 이동하기가 곤란해진다. 이동할 때 생기는 마찰을 줄이기 위해 배발 부분에 점액을 분비한다. 점액은 달팽이를 보호하기도 하는데, 점액 때문에 달팽이는 면도날 위도 기어갈 수 있다. 또 달팽이는 움직일 때 다른 달팽이가 분비해낸 점액 길로 가는 습성이 있는데, 이는 자신의 점액을 덜 분비하고도 이동하기 수월한 이점이 있고, 교미를 할 달팽이를 만나기 쉬운 점 때문이기도 하다.
머리에는 늘었다 줄었다 하는 뿔처럼 생긴 두 쌍의 촉각(더듬이)가 있고 소촉각은 후각을 느끼며, 대촉각 끝에는 작고 검은 동공이 있다. 시력이 매우 약해서 명암정도만 판단할 수 있다.촉각은 물체를 닿으면 몸 속으로 오므라들었다가 위험이 지났다고 생각되면 다시 위로 뻗어낸다.
달팽이의 패각은 바다나 민물 등에서 서식하는 복족류와 달리 패각이 얇고 가벼운 편인데, 이는 뭍에서 부력의 영향을 받지 못하기 때문에 패각이  가벼워야 하기 때문이다.
자웅동체로 알을 낳아서 번식하며 혼자서 번식을 하지는 않는다(본능적으로 유전형질이 나쁘다는것을 알기 때문). 대표적으로 Apple snail이라는 민물달팽이가 있다.), 피부호흡을 하기 좋은 때인 습기가 많은 때나 밤에 나무나 풀 위에 기어올라가 세균, 식물의 어린잎, 채소 등을 치설이라고 부르는 혀으로 갉아먹는데, 재미있는 사실은 달팽이는 포유류에서 볼 수 있는 쓸개와 같은 소화 기관이 없어 음식물은 소화하고 흡수시키지만 색소를 분해하거나 흡수하지 못해 먹이의 색소를 그대로 똥으로 내보낸다. 그래서 달팽이는 먹은 음식의 색상에 따라 대변의 색상이 달라진다는 것이다. 그 실례로 달팽이를 사육할 때 녹색채소인 양상추를 주면 녹색 대변을, 주황색 채소인 당근을 주면 주황색 대변을 눈다.천적으로는 곤봉딱정벌레, 꽃 개똥벌레, 늦반딧불이의 유충, 들새, 뱀이나 쥐, 또는 개구리,달팽이의 경우 초파리,개미 등이 있다.
달팽이는 피부호흡을 하기 때문에,날씨가 덥거나 몸이 마르면 몸을 패각 속에 집어넣은 뒤 동면막으로 자신을 보호하다가, 축축해지면 다시 몸을 끄집어낸다.
또한 달팽이는 입으로 물을 마신다.

## 달팽이의 종류
워낙 느리게 이동하는 달팽이의 습성 때문에 개체군이 지역별로 격리되어 있고 아종이 많이 생김으로서 세계적으로 약2만가지 종류의 달팽이들이 존재한다. 한국에서 주로 볼 수 있는 달팽이들은 패각 지름이 평균 2~5cm, 높이는 약 2~6cm 정도 되고 개체수는 80~90%정도를 명주달팽이가 차지한다. 포도나 상추를 살 때 한번쯤 볼 수 있고 패각에 작은 점들이 많다는 것이 특징이다.무늬가 없는 명주의 경우에는 애칭으로 요정명주라 부른다.또,패각의 전체가 검은색인 경우에는 흑명주라 부른다.성질이 온순해서 외국계 달팽이와 함께 두면 잡아먹힌다. 아프리카 왕달팽이의 경우 패각의 높이가 높다.그와 상반되게 세계에서 가장 작은 달팽이는 육안으로 관찰 불가능한 것도 있다.
패각의 형태와 무늬도 매우 다양하며, 특히 쿠바에서 사는 달팽이(Polymita picta)는 다양하고 아름다운 색상의 패각을 가진 종으로 유명하여 인간들이 이 달팽이의 패각을 얻기 위해 마구 남획하여 개체 수가 많이 줄어서 멸종위기종으로 보호 받는 수준에 이르렀다. 아름다운 패각으로 보석달팽이라고 알려진 네덜란드 멸종위기종도 있다.
달팽이와 유사한 육상형 복족류로 뾰족쨈물우렁이와 패각이 길쭉한 부산입술대고둥 가시대고둥 등이 있다.
이 밖에는 패각에 2개의 줄로 소용돌이가 난 동양달팽이
랑 명주달팽이 다음으로 흔한 각시달팽이 등이 있다.

## 달팽이를 소재로 한 작품
꿈에 달팽이가 기어가면 기다리던 일이 이루어진다는 속신이 있으며, 세상이 좁다는 것을 비유할 때는 ‘와우각상(蝸牛角上)’이라고 한다. 또한, 작은 나라들이 하찮은 일로 다투는 것을 ‘와각지쟁(蝸角之爭)’이라 하고, 작은 집을 ‘와려(蝸廬)’ 또는 ‘와사(蝸舍)’라고 한다.
20년이라는 긴 세월의 투병생활동안 달팽이를 벗으로 삼아 일생을 보낸 경험담인 '달팽이 안단테'가 있다.

## 키우기
필수품은 사육통, 바닥재, 분무기, 먹이가 될 채소, 단백질, 칼슘 등이 있다. 
채집통은 사육통으로 적합하지 않다. 날벌레 유입 방지가 안되고, 온습도 유지 불가, 또한 높이가 높아서 떨어지면 패각 깨짐 등이 발생할 수 있다. 와와 기준 다이소 리빙박스나 네오리빙박스가 추천된다. 숨구멍은 굳이 뚫지 않아도 된다. 물 넣고 뒤집어보면 물이 새기 때문. 즉, 통기가 된다는 얘기다. 그래도 뚫고싶다면 안에서 밖으로 뚫고 방충시트를 붙이면 된다.칼슘은 난각, 중질탄산칼슘, 산호칼슘, 보레가루, 문교탄산분필 흰색등이 있으며, 흡수율은 다음과 같다. 
- 난각<보레<중질산탄산칼슘=문교탄산분필 흰색<산호칼슘

단백질은 소금 안넣고 삶은 달걀 흰자, 렙토민, 렙토민 에너지, 감마루스, 잉어사료, 우렁이사료, 햄프씨드, 무염 아몬드, 코코넛 가루, 폰드 코이 스틱 등이 있으며, 일주일에 1~3번 급여하는게 좋다. 단백질 함량에 따라 달라진다.
바닥재는 달팽이가 숨거나 습도유지에 있어 코코피트가 가장 좋으며, 대체재로는 독일행주 등 수분을 머금을 수 있는 부직포 재질을 사용할 수 있다. 일반 흙을 퍼 담는 것은 오염되었거나 미세한 크기의 벌레나 기생충등이 들어있을 수 있어 추천되지 않는다.

## 같이 보기
- 자라
- 거북
- 푸른바다거북